# Kompot z suszu

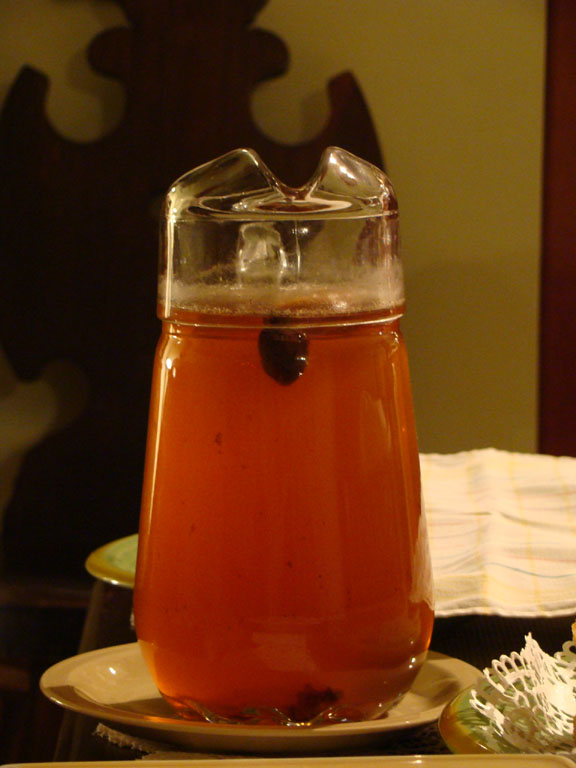
Dzbanek kompotu z suszonych śliwek

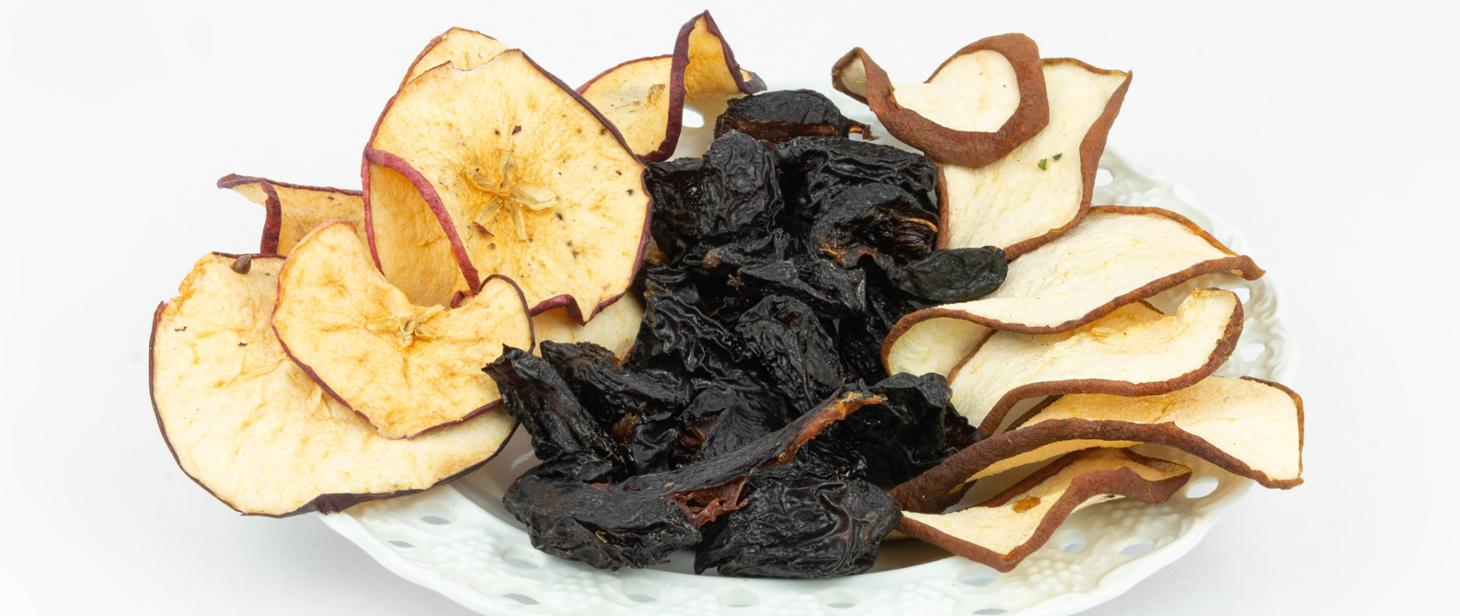
Susz (suszone jabłka, śliwki i gruszki)

Kompot z suszu – tradycyjny polski napój bezalkoholowy, przyrządzany z gotowanych suszonych owoców. Początkowo podawany zimą do obiadu, obecnie serwowany jest do wieczerzy wigilijnej.
Najczęściej do jego przygotowania wykorzystuje się suszone lub wędzone śliwki, suszone gruszki, jabłka, morele, figi i rodzynki. Doprawić go także można cukrem, cytryną, skórką otartą z cytryny i pomarańczy, goździkami, korą cynamonową, imbirem i gałką muszkatołową. W literaturze spotyka się także przepisy proponujące dodanie słodkiego lub półsłodkiego białego wina.

## Właściwości odżywcze
Kompot z suszu dobrze gasi pragnienie. Posiada wysoką zawartość rozpuszczalnego i nierozpuszczalnego błonnika, dzięki czemu przyspiesza perystaltykę jelit. Zawiera witaminy A i B (w tym kwas foliowy), pewną ilość witaminy C (większość witaminy C zawartej w owocach ulega zniszczeniu podczas gotowania) oraz dużą ilość potasu . Suszone owoce zawierają także peptydy i żelazo. Należy uważać na kompoty przyrządzone z dużej ilości cukru.